# San Miguel de Allende, Guanajuato
San Miguel de Allende este un oraș și sediul municipalității Allende din statul federal Guanajuato, Mexic. San Miguel de Allende este un oraș istoric fondat în 1542, care a devenit o atracție turistică pentru rezidenți cu dare de mână din Ciudad de México, având o comunitate semnificativă de expatriați americani și canadieni alcătuită mai ales din persoane pensionate.

## Localizare
San Miguel de Allende se găsește în partea de est a statului Guanajuato din zona muntoasă a Mexicului cunoscută ca regiunea bajío. Deși traducerea termenului bajío este „loc jos”, noțiunea desemnează o regiune relativ plată, dar aflată la circa 2000 m deasupra nivelului mării înconjurată de munți, fiind o parte a altiplanoului mexican. San Miguel este, de asemenea și sediul administrativ al municipalității Allende.

## Orașe înfrățite
- Redlands, California, Statele Unite ale Americii
- Acquaviva delle Fonti, Italia
- La Habra, California, Statele Unite ale Americii

### Filme
- Lost and Found in Mexico (2008), documentar filmat în San Miguel